# Saint-Amand-en-Puisaye
Saint-Amand-en-Puisaye – miejscowość i gmina we Francji, w regionie Burgundia-Franche-Comté, w departamencie Nièvre.
Według danych na rok 1990 gminę zamieszkiwało 1361 osób, a gęstość zaludnienia wynosiła 33 osoby/km² (wśród 2044 gmin Burgundii Saint-Amand-en-Puisaye plasuje się na 166. miejscu pod względem liczby ludności, natomiast pod względem powierzchni na miejscu 68.).